# Instituto Universitario de Tecnología
El Instituto Universitario de Tecnología Agroindustrial (IUTAI), popularmente conocido como IUT, y desde 2018 oficialmente denominado como Universidad Politécnica Territorial Agroindustrial del Estado Táchira (UPTAIET), es una institución dedicada originalmente a la formación de TSU (Técnicos Superiores Universitarios), siendo actualmente confirmado con programas de licenciatura e ingenierías. De naturaleza estatal, como la mayoría de las casas de estudio de la región, consta de una sede central y de 3 núcleos externos. La sede central ubicada en San Cristóbal capital del estado Táchira. Los demás núcleos se encuentran en Michelena, Colón, Piñal y Ureña.

## Historia
Fue fundado el 23 de noviembre del año 1971 bajo el decreto presidencial N° 793 publicado en Gaceta Oficial de la República de Venezuela Nº 29.669 de fecha 24-11-1971.
Es el segundo en su género. Fue planificado para dictar carreras específicas y prioritarias para la nación, con un enfoque de estudio teórico-práctico, lo que hace que sus egresados sean muy cotizados a nivel industrial tanto en el ámbito nacional como internacional.
En la fecha de inicio de actividades debido a la carencia de infraestructura, el instituto solo contaba con 146 estudiantes repartidos en las carreras de Electrónica Industrial, Agronomía y Tecnología de Alimentos, de los cuales en el año 1974 egresó la primera promoción de TSU con solo treinta y seis técnicos superiores.
Enmarcado en el programa de crecimiento de la institución, en el año 1989 según Resolución N° 1.142 de fecha 11 de noviembre del mismo año, fue decretada la especialidad de Informática, la cual inició actividades académicas el 29 de enero de 1990.
Entre los años 1990-1991 se inició la reestructuración del perfil ocupacional de Agronomía que dio apertura a la modalidad de Ciencias Agropecuarias, la cual inició actividades académicas en el año 1992.
En el año 1991 mediante Resolución Ministerial N° 1.012, el 20 de noviembre del mismo año fue creada la extensión Zona Norte compuesta por Las sedes de Michelena y Colón en respuesta a la manifiesta necesidad en cuanto a la formación de recursos humanos especializados, que satisfagan los requerimientos de mano calificada para la industria y comercio de la zona, las actividades académicas de la sede de Michelena se iniciaron en el año 1992 con una población de 300 estudiantes, dictando la carrera de Geología y Minas. En la Población de Colón Su sede inició actividades el mismo año que la sede de Michelena, con una matrícula inicial de 309 estudiantes. Esta sede dicta desde su fundación las carreras de Agropecuaria y Mantenimiento Industrial.
En el año 1999 la Dirección General Sectorial de Educación Superior del Ministerio de Educación, mediante oficio N° 00334 del 12 de enero de 1999, creó el programa especial de educación superior en el Municipio Fernández Feo en la población de El Piñal, con la carrera de informática mención análisis de sistemas, para la formación de profesionales con el fin de mejorar la calidad de vida y contribuir con el desarrollo de las zonas rurales.

### Del año 2001 en adelante
Con el cambio del sistema gubernamental el instituto fue adaptado a nuevas pautas generales, como la imposición por parte del gobierno central de sus autoridades universitarias, y la modificación de los pensum de estudios de la institución pues se eliminaron y fusionaron ciertas cátedras por considerar el pensum de estudios original demasiado cargado para una carrera técnica universitaria, así como la eliminación de las pruebas de admisión por considerarse a estas discriminativas.
Mediante el Decreto 6.650 del 24 de marzo de 2009, publicado en Gaceta Oficial Nº 39.148 del 27 de marzo de 2009, se oficializa la creación de la Misión Alma Mater, sobre el lanzamiento de dicha misión la cual entre otras pautas tiene la de transformar a los 29 Institutos y Colegios universitarios públicos en Universidades experimentales, con un enfoque educativo Humanista, que se adapte a las necesidades y desarrollo nacional. El instituto en el marco de esta misión, lanzó los PNF (Programa Nacional de Formación). Entre los que fueron aprobados los de Electricidad, Mecánica, Agroalimentación, Informática, y Mantenimiento Industrial, actualmente se discute junto con otros institutos la posible aprobación del PNF en Electrónica.
El 9 de febrero del año 2009 los P.N.F iniciaron actividades académicas con las unidades curriculares del Trayecto Inicial.

## Carreras ofertadas
Actualmente se ofertan tanto carreras cortas como largas.

### Técnicas o cortas
- TSU en Tecnología de Alimentos.
- TSU en Electrónica Industrial.
- TSU en Informática (Ureña).
- TSU en Geología y Minas (Michelena).
- TSU en Mantenimiento Industrial (Colón).
- TSU en Ciencias Agropecuarias.

En el marco de Formación del PNF:
- TSU y Tecnólogo en Electricidad.
- TSU y Tecnólogo en Agroalimentación.
- TSU y Tecnólogo en Informática.
- TSU y Tecnólogo en Mecánica.

### Carreras Largas
- Ingeniería Informática (Ureña) Especialista en: Software (Software libre), Hardware (Seguridad de Redes).
- Ingeniería Electrónica.
- Ingeniería Agroalimentaria.
- Ingeniería Eléctrica Especialista en: Operación eficiente de sistemas de potencia, Eficiencia Energética y Automatización de procesos industriales.
- Ingeniería en Mantenimiento Industrial (Colón).
- Ingeniería Mecánica (Colón, Ureña).
- Ingeniería en Geociencias (Michelena)
- Ingeniería en Construcción Civil (Michelena)
- Ingeniería Informática (Santa Ana)

Se maneja la posibilidad de abrir ingeniería en Procesos Químicos. [cita requerida]

## Servicios Estudiantiles
- Odontología
- Biblioteca
- Transporte
- Comedor
- Actividades Culturales
- Becas en distintas modalidades
- Seguro Médico estudiantil
- Consultas médicas especializadas
- Medicamentos Gratuitos
- Bienestar Estudiantil